# Lea-Sophie Cramer
Lea-Sophie Cramer (* 16. April 1987 in Berlin) ist eine deutsche Unternehmerin, Investorin und Podcasterin. Aktuell hält Cramer einen Sitz im Verwaltungsrat der Wella Company. Zudem ist sie Industry Advisor für KKR.

## Leben
Cramer schloss 2009 ihr Studium der Betriebswirtschaft an der Universität Mannheim ab und begann als Beraterin bei der Boston Consulting Group, bevor sie bei Rocket Internet und dem Rabattgutschein-Portal Groupon einstieg. Bei Groupon leitete sie als Vice President International den asiatischen Markt mit 11 Ländern und 1200 Mitarbeitern.
2013 gründete sie gemeinsam mit Sebastian Pollok in Berlin das E-Commerce-Start-up Amorelie, einen Onlineshop für Erotik-Produkte. Amorelie erzielte 2017 einen Umsatz von 56 Millionen Euro. Das Unternehmen beschäftigt über 140 Mitarbeiter und ist in 15 Märkten aktiv. Zum 1. Januar 2020 wechselte sie in den Beirat des Unternehmens.
2023 wurde sie sowohl als Mitglied des Verwaltungsrats der Wella Company als auch als Industry Advisor der in New York ansässigen börsennotierten Beteiligungsgesellschaft KKR kommuniziert. Seit 2020 ist sie Mitglied des Verwaltungsrats der Ifolor Group.  Zuvor war sie Mitglied des Verwaltungsrats von Conrad Electronic und 468 SPAC.
Ab 2018 war Cramer Jury-Mitglied in der zweiten und dritten Staffel der Pro7-Unterhaltungsshow „Das Ding des Jahres“.
2022 gründete Cramer erneut. Ten More In startete als digitale Fortbildungsplattform mit einem Weiterbildungsprogramm für Frauen im Bereich der Führungskräftequalifikation. Als einen Beweggrund für die Gründung beschrieb Cramer ein Foto von Michael Bröcker, das auf einem sogenannten CEO Lunch im Rahmen der Münchner Sicherheitskonferenz Anfang 2022 aufgenommen worden ist und das mit der Veröffentlichung weitreichende Kritik an der mangelnden Gleichstellung und Diversität der Runde auslöste. “Wir Frauen [sind] noch nicht mal im Raum, geschweige denn [dass wir] einen Platz haben am Tisch.” so Cramer “Wir lernen diese Netzwerke nicht kennen, wir hören nicht, worüber sie reden, wir lernen nicht, wie man dort kommuniziert, wir wissen nicht, was sie genau jetzt brauchen.”
Nach eigenen Aussagen hat es sich Ten More In zur Mission gemacht, durch die zusätzliche Qualifikation und Vernetzung von Frauen im Bereich Führungskräfte zu einer paritätischen Besetzung von wirtschaftlichen Spitzenpositionen beizutragen.
Seit 2022 ist sie gemeinsam mit Verena Pausder Co-Host des Business-Podcasts „FAST & CURIOUS“, der regelmäßig in den Top 5 der Wirtschafts-Podcast-Charts gelistet ist. Zuletzt wurde sie 2023 in der WirtschaftsWoche als meistgefolgte Frau auf LinkedIn im DACH-Raum geführt.

## Auszeichnungen
Cramer wurde vom Bundeswirtschaftsministerium als „Vorbild-Unternehmerin“ ausgezeichnet und in Capital („40 unter 40“) und Forbes („30 unter 30“) als führende Jung-Unternehmerin in Europa gewählt. 2023 war sie Finalistin der German Startup Awards des Deutschen Startup Verbands in der Kategorie „Investorin des Jahres“.

## Privates
Cramer ist Mutter von drei Kindern und lebt mit ihrem Partner in Berlin.